# Anton Eleutherius Sauter
Anton Eleutherius Sauter (Großarl, Arzobispado de Salzburgo, 18 de abril de 1800 - Salzburg, Estado de Salzburgo, Imperio austrohúngaro, 6 de abril de 1881) fue un botánico, micólogo y médico austríaco.
Desde muy temprana edad se aficionó por la Botánica. Su especie favorita era la "rosa de la nieve", o "eléboro negro": Helleborus niger, también llamada "rosa de Navidad". En 1807 fallecido su padre, con la madre y los hermanos se mudaron a la ciudad de Salzburgo. Su segundo hermano sería el reconocido escritor Ferdinand Sauter que falleció a los 50 años.
Sauter estudió de 1809 a 1812 la escuela media y la especialización en el Collegium Rupertinum. Allí comenzaron sus fértiles diálogos con el botánico Franz Anton Alexander von Braune con quien tomó lecciones. Su inclinación por la Botánica también fue inducida por el botánico Matthias Mielichhofer (1772-1847).
A los 19 años, Sauter se cambió primero a la Escuela de Filosofía de Graz, para tomar en 1820 los estudios de Medicina en Viena que concluyó en 1826 con su titulación. Su tesis se tituló "Aproximación a una Botánica geográfica del hinterland de Viena". Su director fue el reputado científico Joseph Franz von Jacquin. Rápidamente fue nombrado miembro de la Sociedad Botánica Regensburger, en cuya revista publicaba regularmente.
En 1828 Sauter comenzó su carrera hospitalaria en el Hospital LKH St. Johann de Salzburgo, y simultáneamente fue contratado como funcionario del arzobispo con funciones judiciales y del Registro Civil. Además se ocupó de los intereses forestales del Estado, siendo más adelante experto en manejo forestal, ya en Innsbruck.
Sauter expedicionó e investigó la flora de la región de Salzburgo, realizando una extensa obra botánica. Describió y nombró muchísimas especies del este de los Alpes. Además, en 1860 fue cofundador de la Sociedad de Geografía de Salzburgo, y de 1864 a 1874 su presidente.
En 1829 vivió en Bregenz, en 1830 fue Consejero Distrital en Zell am See y vivió desde 1838 en Mittersill. El 21 de agosto de 1871 se retira, sumamente reconocido como un médico popular.

## Honores
- Fue galardonado por méritos como doctor con la "Cruz de Caballero de Franz Josef".

### Eponimia
- Un género y 17 especies se nombraron en su honor; entre ellas:
- (Asteraceae) Hieracium sauteri Sch.Bip. ex Nyman[1]

- (Brassicaceae) Crucifera sauteri E.H.L.Krause[2]

- (Scrophulariaceae) Orobanche sauteri F.W.Schultz[3]

## Obra
- Versuch einer Geographisch-Botanischen Schilderung der Umgebung Wiens (1826), gedruckt bei Anton v. Haykul
- Flora des Herzogthums Salzburg (1866-1879). Mitteilungen der Gesellschaft für Salzburger Landeskunde Nº 6 & folgende, veröffentlicht in 7 Teilen
- „Die Kryptogramische Flora der Nordseite unserer Alpen“ - verfasst in drei Teilen (Laubmoose, Lebermoose, Flechten) veröffentlicht. En „Botanischen Zentralblatt“ (1846)

- La abreviatura «Saut.» se emplea para indicar a Anton Eleutherius Sauter como autoridad en la descripción y clasificación científica de los vegetales.[4]

## Fuente
- Esta obra contiene una traducción  derivada de «Anton Eleutherius Sauter» de Wikipedia en alemán, publicada por sus editores bajo la Licencia de documentación libre de GNU y la Licencia Creative Commons Atribución-CompartirIgual 4.0 Internacional.